# I Shot Andy Warhol (soundtrack)
I Shot Andy Warhol je soundtrackové album obsahující hudbu ze stejnojmenného filmu. Vydáno bylo dne 30. dubna 1996 společností TAG Recordings. Album je složené převážně z coververzí starších písní, je zde však několik výjimek v podobě autorských písní. Originální hudbu k filmu složil velšský hudebník John Cale, album uzavírá právě jeho skladba „I Shot Andy Warhol Suite“, která je jedinou klasickou skladbou na albu. Caleovu skladbu nahráli David Soldier, Judith Insell, Kermit Driscoll, Mark Deffenbaugh, Mark Dressen, Mark Stewart, Martha Mooke, Matt Donner, Maya Biser, Regina Carter, Sara Parkins a Todd Reynolds.

## Seznam skladeb
1. Luna: „Season of the Witch“ (Donovan Leitch) – 5:19
2. The Lovin' Spoonful: „Do You Believe in Magic“ (John Sebastian) – 2:06
3. R.E.M.: „Love Is All Around“ (Reg Presley) – 3:05
4. Wilco: „Burned“ (Neil Young) – 2:34
5. Ben Lee: „Itchycoo Park“ (Ronnie Lane, Steve Marriott) – 3:04
6. Jewel: „Sunshine Superman“ (Donovan Leitch) – 5:01
7. Sérgio Mendes and Brasil '66: „Mais Que Nada“ (Jorge Ben) – 2:38
8. Love: „Gimi a Little Break“ (Arthur Lee) – 2:02
9. Pavement: „Sensitive Euro Man“ (Pavement) – 3:16
10. MC5: „Kick Out the Jams“ (Michael Davis, Wayne Kramer, Fred Sonic Smith, Dennis Thompson, Rob Tyner) – 2:54
11. Bettie Serveert: „I'll Keep It with Mine“ (Bob Dylan) – 4:09
12. Yo La Tengo: „Demons“ (Georgia Hubley, Ira Kaplan) – 3:37
13. John Cale: „I Shot Andy Warhol Suite“ (John Cale) – 3:26